# Villa rustica (Burrenwald)
Die Villa rustica im Burrenwald ist ein zweieinhalb Kilometer nördlich vom Ortsausgang von Biberach an der Riß nahe der Bundesstraße 312 zwischen Biberach und Riedlingen im Burrenwald beim Waldspielplatz gelegener ehemaliger römischer Gutshof.

## Lage
Das landwirtschaftliche Anwesen liegt auf einer Burrenwald genannten, terrassenartig planierten Fläche an einem leicht abfallenden Südosthang eines Mischwaldes mit Laubholzbeständen.

## Forschungsgeschichte
Die Anlage wurde 1921 von dem Biberacher Zahnarzt Karl Heinrich Forschner aufgrund einer Angabe in der 1837 erschienenen Beschreibung des Oberamts Biberach von Johann Daniel Georg von Memminger entdeckt.
Forschner führte bis 1950 mehrere kleinere Sondagen im Hauptgebäude sowie am südöstlich gelegenen Badegebäude durch. Von 1976 bis 1978 wurden mit Geldern des Landesdenkmalamtes Baden-Württemberg und der Stadt Biberach größere Teile des Herrenhauses freigelegt.

## Gutshof

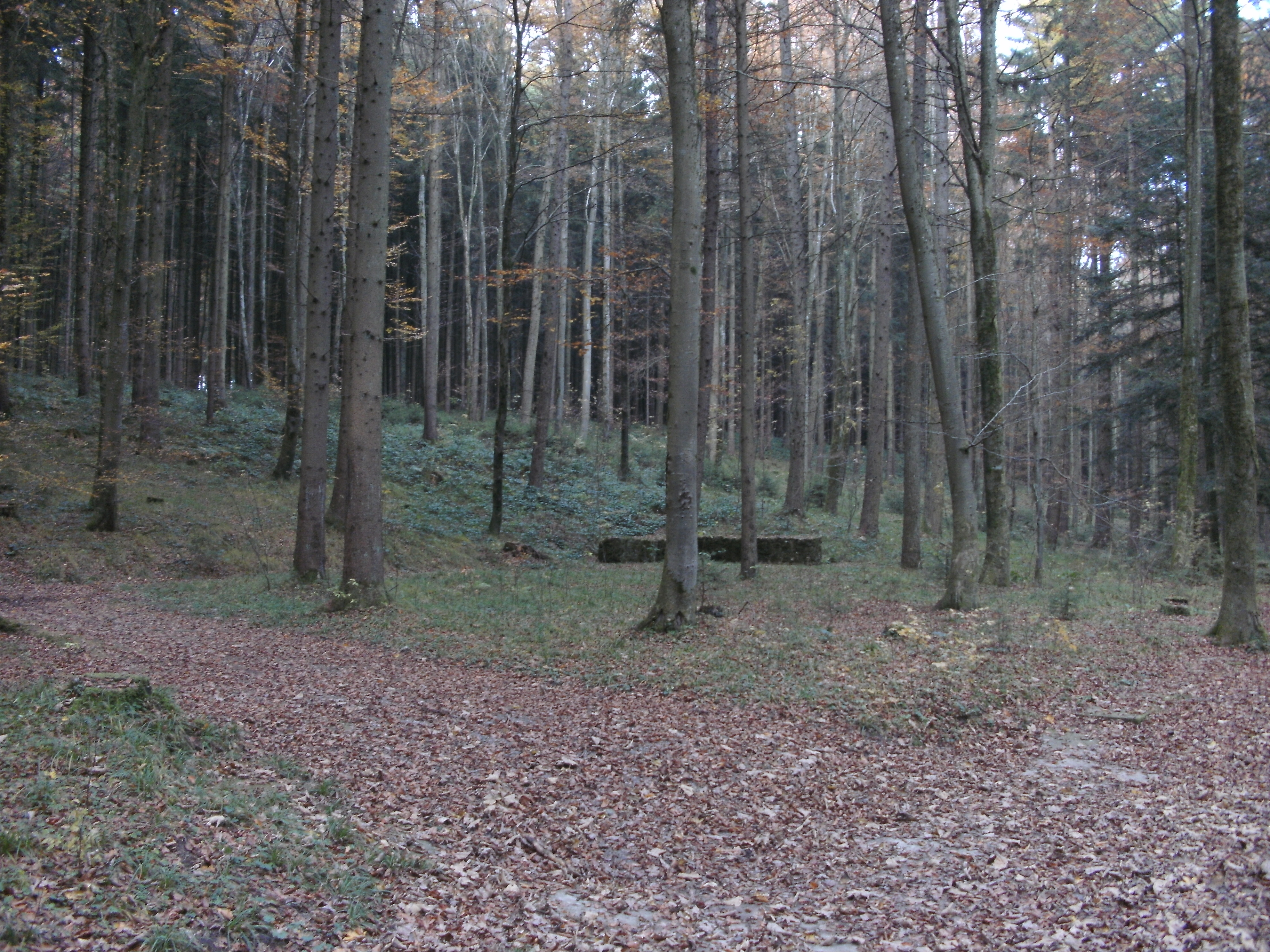
Feldsteinmauerwerk

Auf den ersten Blick kann man die beiden wieder aufgeführten nördlichen Feldsteinmauern der Rückfront des Hauptgebäudes erkennen. Die Frontseite der Anlage orientiert sich hangabwärts nach Südosten und hatte die Maße 30,60 Meter in der Länge und 22 Metern in der Breite.
Zwei vermutlich zweigeschossige Eckrisalite mit Wohnräumen waren durch eine eingeschossige zur Frontseite offene Säulenhalle verbunden. Der nördliche größere Eckrisalit von sieben Metern in der Länge und Breite verfügte über eine Hypokaustheizung, der südliche kleinere quadratische Wohnraum von 5,40 m in der Länge über einen Keller mit einer Geschosshöhe von zwei Metern.
Insgesamt 3800 geborgene Wandverputzstücke belegen, dass die Wohnräume farbige Fresken aufwiesen. An die Frontpartie angeschlossen war ein rückwärtiger mit einer Mauer umschlossener offener Hofteil mit schräg geneigtem Pultdach. Die Hofanlage ist kombiniert in Mauerwerk und Holzbauweise ausgeführt.
Der Gutshof wurde um die Mitte des 2. Jahrhunderts n. Chr. errichtet und diente der Truppenversorgung des Römischen Heeres am Obergermanisch-Rätischen Limes. Die Anlage wurde im zweiten Drittel des 3. Jahrhunderts verlassen. Das heutige Oberschwaben, bis dahin im Wesentlichen in der römischen Provinz Raetia gelegen, wurde nach und nach von den Alamannen wieder besiedelt und die Reichsgrenze aufgrund des allgemeinen Bevölkerungsdruckes aus der Germania magna auf die Donau-Iller-Rhein-Linie zurückgenommen.

## Fundverbleib und Denkmalschutz
Die Fundstücke der Anlage können im städtischen Braith-Mali-Museum in Biberach besichtigt werden. Weitere Fundstücke befinden sich im Landesmuseum Württemberg im Alten Schloss Stuttgart.
Das Bodendenkmal ist geschützt als eingetragenes Kulturdenkmal im Sinne des Denkmalschutzgesetzes des Landes Baden-Württemberg (DSchG). Nachforschungen und gezieltes Sammeln von Funden sind genehmigungspflichtig, Zufallsfunde an die Denkmalbehörden zu melden.